# Ростокская городская электричка
Ро́стокская городска́я электри́чка (нем. S-Bahn Rostock) — пригородно-городская железная дорога (S-Bahn), один из видов общественного транспорта в Ростоке и его агломерации. Единственная в федеральной земле Мекленбург-Передняя Померания.
Железнодорожная сеть ростокской городской электрички длиной 60 км. Содержит 22 станции. Две линии соединяют центральный вокзал Ростока с Варнемюнде и портом через районы города, третья линия ведёт к городу Гюстров. С 2007 года интегрирована в систему городского транспорта Ростока, в том числе единым пассажирским билетом. Состав представляет собой челночный поезд (поезд, оборудованный устройствами управления при движении в обоих направлениях без перестановки локомотива) с двухэтажными вагонами и дизель-поездом.

## Линии
Линия идёт в западной части города к Варнемюнде через спальные районы Лихтенхаген, Люттен Кляйн, Эферсхаген и индустриальные Мариенее, Брамов в исторический центр и к центральному вокзалу.
 Линия проходит как и линия S1, но проходит дальше на юг города и идёт в Шван и Гюстров.
 Линия также идёт в Гюстров, но по другому маршруту, через Лаге.

## Перспективы
В декабре 2012 года планировалось расширение сети: преобразование линии S3 в S4, объединяя маршруты S1 и S3, а также создание линии S3 по маршруту линии S2 в сторону Гюстрова через аэропорт Росток-Лааге с дополнительными 8 станциями, увеличение частоты отправлений поездов в 2 раза. Однако в итоге S1 и S2 останутся без изменений, линия в направление порта будет закрыта, S3 пойдёт по заданному ранее маршруту.

## Галерея

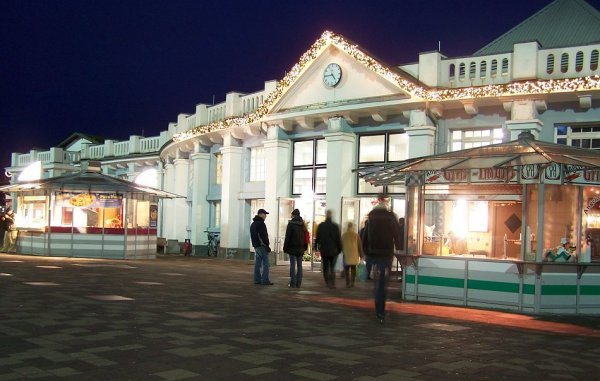
Центральный вокзал - Север
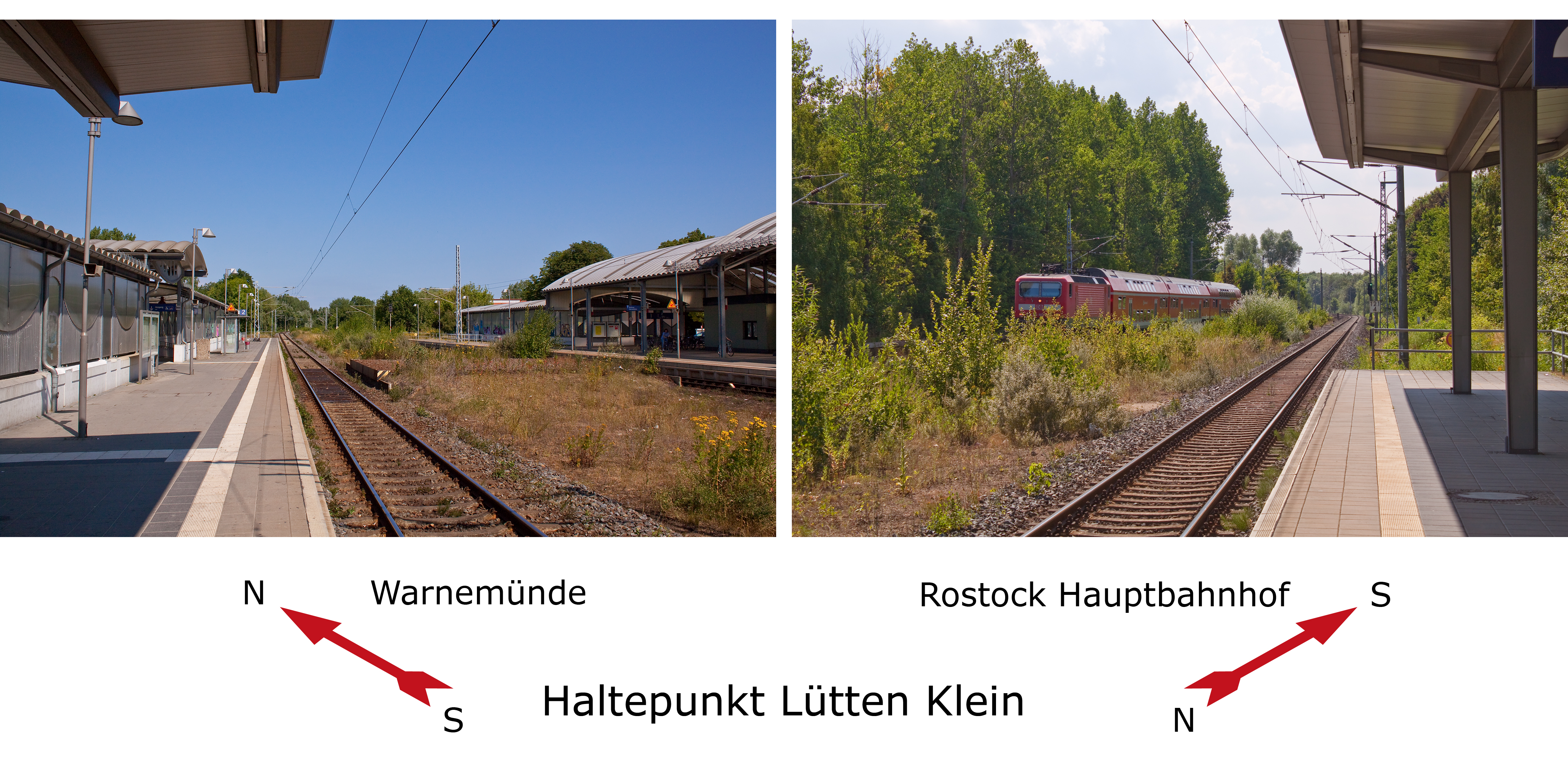
Остановка Люттен-Кляйн
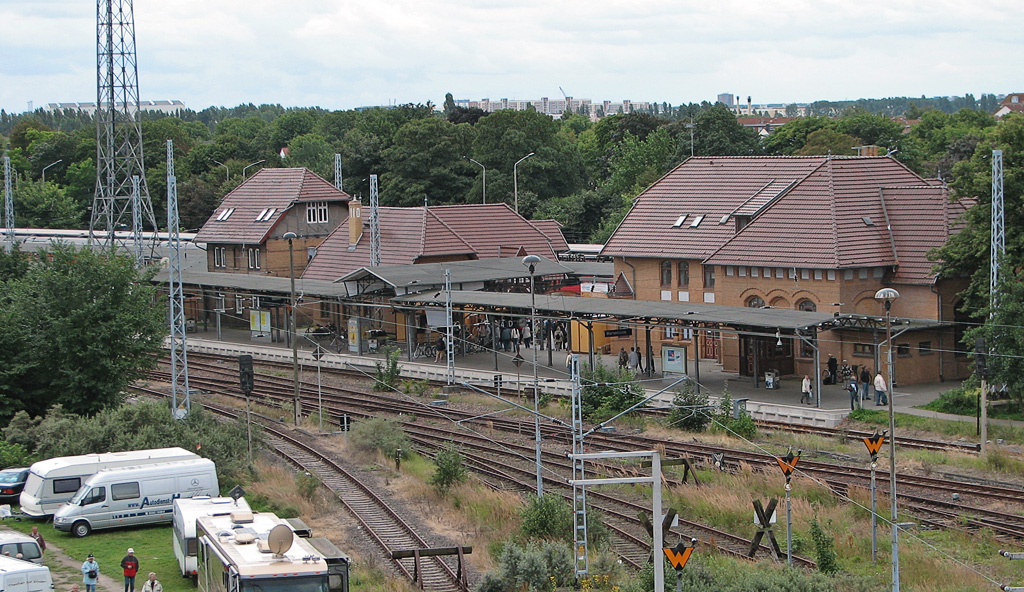
Вокзал Варнемюнде, конечная S1 и S2
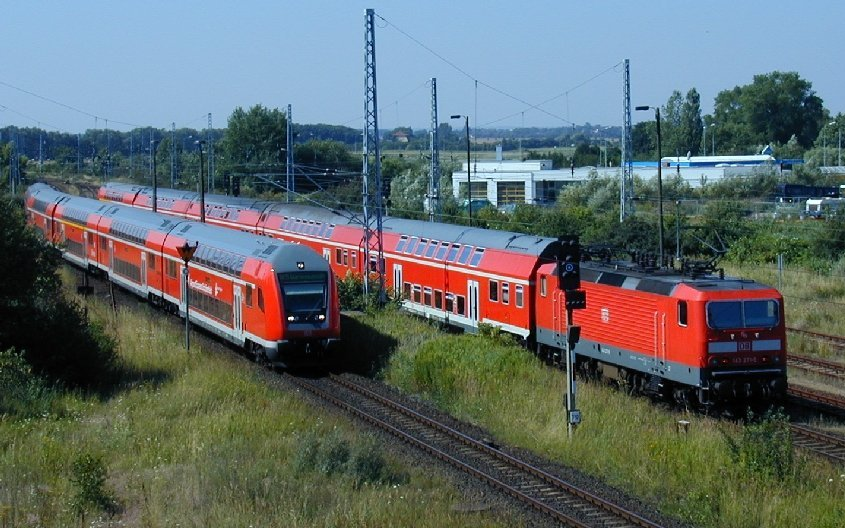
S-Bahn на Варнемюнде-Верфе
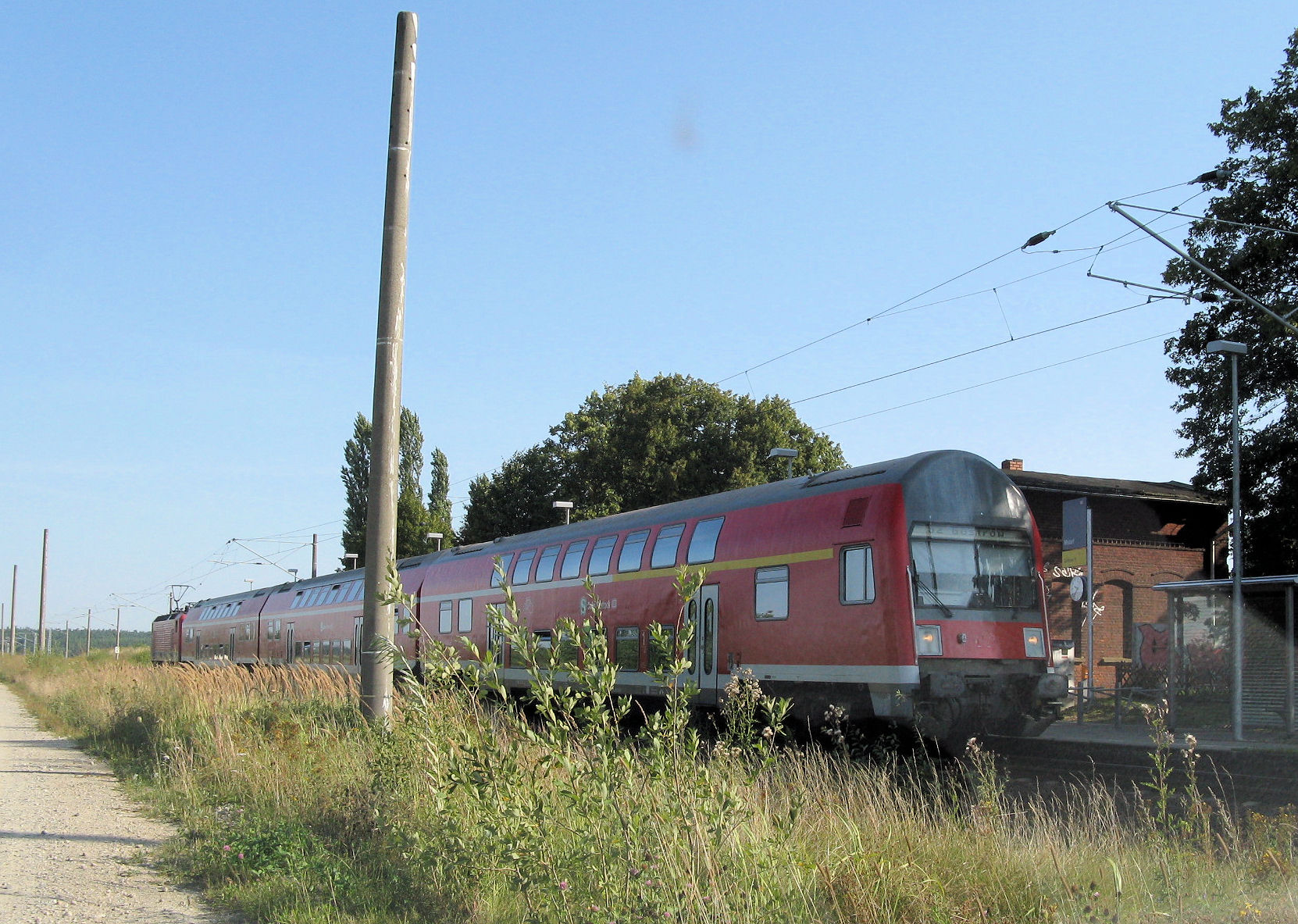
Линия S2
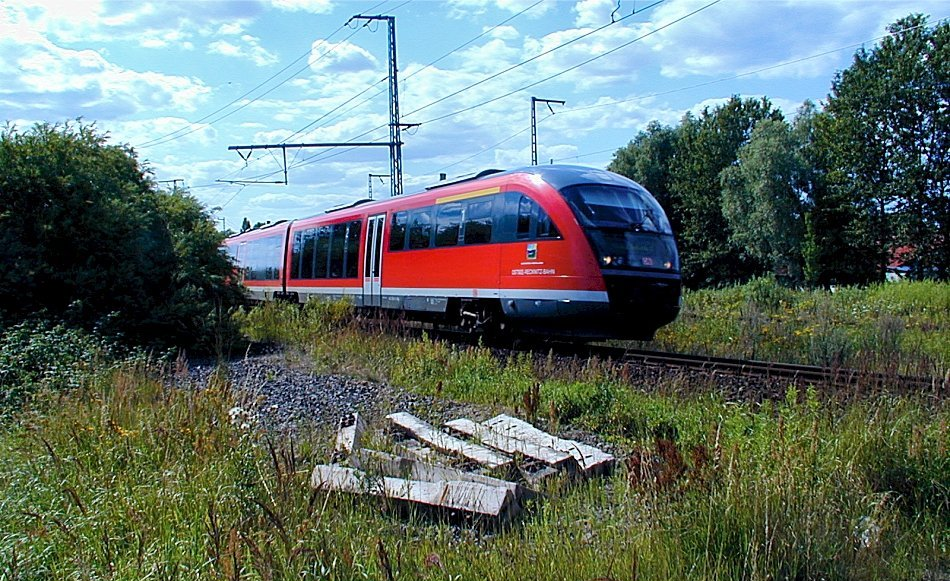
Линия S3
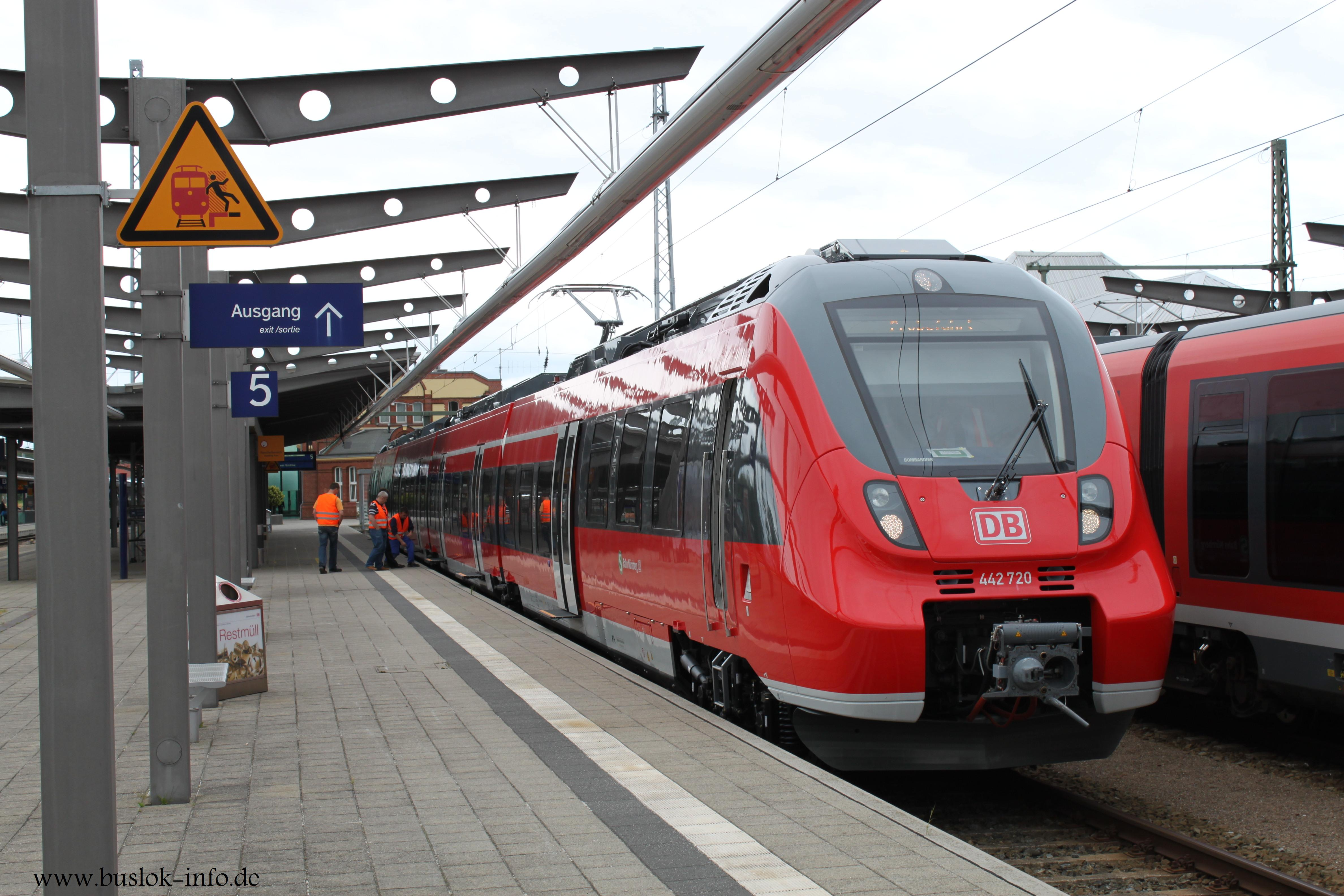
Центральный вокзал